# Moskvič 410
Moskvič 410 (rusky Москвич-410) a Moskvič 411 (rusky Москвич-411) byly automobily vyráběné automobilkou MZMA (Moskevský závod malolitrážních automobilů). Jednalo se o Moskvič 402 se zesílenou karoserií, pohonem 4×4, větší světlou výškou a dalšími úpravami. Vůz byl určen pro pracovníky údržby zemědělské techniky; používal podobnou koncepci podvozku jako dřívější GAZ-M72 (1955–1958).

## Historie
Výroba Moskviče 410 začala v roce 1957. O rok později byl modernizován a přejmenoval se na Mosvkič 410N. Roku 1959 se začalo vyrábět kombi Moskvič 411. Následující rok byl vyroben jeden prototyp užitkového vozu Moskvič 431. O rok později pak byla výroba Moskviče 410N i Moskviče 411 ukončena, celkem se vyrobilo 11 900 vozů Moskvič 410 a 1500 Moskvičů 411.

## Odvozené modely
- Moskvič 411 – kombi (1959–1961)
- Moskvič 431 – dodávka, pouze prototyp (1960)